# 4-Hydroxybutylacrylat
Bei 4-Hydroxybutylacrylat (4-HBA; Butandiol-1,4-monoacrylat) handelt es sich um einen Ester der Acrylsäure. Es enthält sowohl eine Hydroxygruppe als auch eine ungesättigte Doppelbindung. Im Allgemeinen wird es als Monomer für unterschiedliche Bindemittelklassen verwendet.

## Gewinnung und Darstellung
Hydroxybutylacrylat wird über die teilweise Veresterung von 1,4-Butandiol mit Acrylsäure hergestellt.

## Eigenschaften
Bei der Reaktion mit Isocyanaten besitzt Hydroxybutylacrylat die höchste Reaktivität der gängigen hydroxygruppenhaltigen Acrylatmonomere. Dies basiert zum einen aus dem elektronenschiebenden Effekt der Kohlenwasserstoffketten und zum anderen aus der besseren Verfügbarkeit zur Reaktion. Hiermit ist gemeint, dass eine Hydroxygruppe an einer langen Kohlenwasserstoffkette eine weitaus bessere Beweglichkeit besitzt und so einfacher mit einer Isocyanatgruppe zusammentreffen kann. Es ist reaktiver als 2-Hydroxypropylacrylat und  2-Hydroxyethylacrylat.

## Verwendung
Hydroxybutylacrylat kann über radikalische oder ionische Polymerisation in Bindemittel, wie etwa Polyacrylate, eingebaut werden. Da Hydroxybutylacrylat über eine freie Hydroxygruppe verfügt, kann es genutzt werden, um Hydroxygruppen in Harze einzubauen. Diese Gruppen stehen dann für Härtungsreaktionen mit Isocyanaten oder Harnstoffharzen zur Verfügung. Durch die Umsetzung mit Isocyanathen entstehen z. B. Urethane: